# 杰因
让娜·路易丝·加利斯（法語：Jeanne Louise Galice，發音：[ʒan lwiz ɡalis]；1992年2月7日—），艺名杰因（英語：Jain，發音：/dʒeɪn/），法国创作型女歌手。